# Perfil UPN

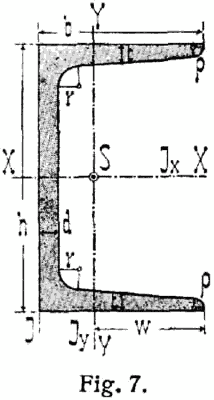
Sección transversal de un perfil UPN.

Un perfil UPN es un tipo de producto laminado cuya sección tiene forma de U.
Las caras exteriores de las alas son perpendiculares al alma, y las interiores presentan una inclinación del 8% respecto a las exteriores, por lo que las alas tienen espesor decreciente hacia los extremos. La superficie interior de la unión entre el alma y las alas es redondeada. Las alas tienen el borde exterior con arista viva y la superficie interior redondeada.
Se usan como soportes y pilares, soldando dos perfiles por el extremo de las alas, formando una especie de tubo de sección casi cuadrada, con momento de inercia muy semejante en sus dos ejes principales. Adicionalmente, en algunos casos permite el uso del espacio interior para realizar conducciones.

## Estándar
La normativa que define las dimensiones y características de los perfiles de acero tipo UPN (Perfiles en U Normal) es la UNE 36522:2018. Esta norma establece las dimensiones, tolerancias y especificaciones técnicas de estos perfiles.
- Datos: Q2007237